# فرانکشتاین نامحدود
فرانکشتاین نامحدود (به انگلیسی: Frankenstein Unbound) فیلمی محصول سال ۱۹۹۰ و به کارگردانی امی راجر کورمن است. در این فیلم بازیگرانی همچون جان هرت، رائول هولیا، بریجیت فوندا، جیسون پاتریک، مایکل هاتچنس، جان کارلسن و نیک بریمبل ایفای نقش کرده‌اند.